# Rosanna Arquette
Rosanna Lisa Arquette (Nova Iorque, 10 de Agosto de 1959), mais conhecida como Rosanna Arquette, é uma atriz, diretora e produtora americana, vencedora do prêmio BAFTA e irmã dos também atores Patricia Arquette, David Arquette, Alexis Arquette e Richmond Arquette.

## Biografia
Rosanna Arquette nasceu em Nova Iorque, filha de Brenda Olivia "Mardi" Nowak, atriz, poeta, agente teatral, ativista, professora de teatro e terapeuta, e Lewis Arquette, ator e diretor. Sua mãe era judia e seu pai, um católico que se converteu ao islamismo. Seus irmãos Patricia, David, Robert (depois Alexis) e Richmond também são atores. Quando Rosanna tinha cinco anos, a família se mudou para Chicago e, mais tarde para a Virginia. Em 1974, Rosanna e mais três amigas adolescentes viajaram de carona pelo país indo parar em San Francisco, onde Rosanna terminou por trabalhar em uma Feira medieval. Em 1979, casou-se com o compositor Anthony Greco, de quem se divorciou no ano seguinte. Em 1986, casou-se com o compositor James Newton Howard, de quem também se divorciou no ano seguinte. Em 1990, posou nua para o fotógrafo Burt Stern - que havia fotografado Marilyn Monroe - e as fotos foram publicadas na revista masculina Playboy. Segundo Rosanna, isso foi feito sem seu consentimento. Em 1993, contraiu seu terceiro matrimônio, com John Sidel, com teve uma filha, que nasceu no ano seguinte. As frequentes ausências de Rosanna devido ao trabalho fez com que o relacionamento se desgastasse e o divórcio veio em 1995. Atualmente Rosanna se dedica à sua filha, trabalho e à campanha de luta contra o câncer de mama.

## Carreira
Sua estreia como atriz foi em 1977 na peça Metamorfose, de Ovídio. A partir daí vieram vários convites para filmes de cinema e televisão. Em 1983, foi indicada ao prêmio Emmy de melhor atriz pelo filme Baby, it's you e, por esse mesmo filme, conquistou o prêmio de melhor atriz do Boston Society of Film Critics Awards. Em 1985 estrelou no sucesso Desperately Seeking Susan, junto com a cantora Madonna, trabalho que lhe valeu o prêmio BAFTA de melhor atriz coadjuvante e uma indicação de melhor atriz no Golden Globe. No mesmo ano, estrelou no elogiado  After Hours, de Martin Scorsese, que lhe valeu mais uma indicação ao prêmio BAFTA de melhor atriz coadjuvante e uma de melhor atriz no Independent Spirit. Em 1988, foi para a Europa trabalhar com o diretor francês Luc Besson no sucesso de público e crítica Imensidão Azul. Em 1989, estrelou o filme de terror Black Rainbow. Apesar de ser considerado um trabalho menor, valeu a Rosanna três prêmios de melhor atriz no Festival de Cinema de Sitges, Fantasporto e Mystfest. Em 1990, mais uma indicação de melhor ariz pelo Australian Film Institute com o filme ...Almost. Nesse mesmo ano trabalhou no filme Contos de Nova York no episódio dirigido por Martin Scosese. Na década de 90, continuou trabalhando ativamente, com destaque para os filmes Pulp Fiction - Tempo de violência, em 1994, e Crash - Estranhos prazeres, em 1996. Em 2002, fez sua estreia como diretora e produtora com o filme Searching For Debra Winger. Em 2005, dirigiu e produziu mais um filme, All We Are Saying. Em 2007, foi homenageada no Fantasporto com um Prêmio Especial pela Carreira. Atualmente, continua a trabalhar no cinema e na televisão e é uma das mais respeitadas atrizes estadunidenses.

## Filmografia

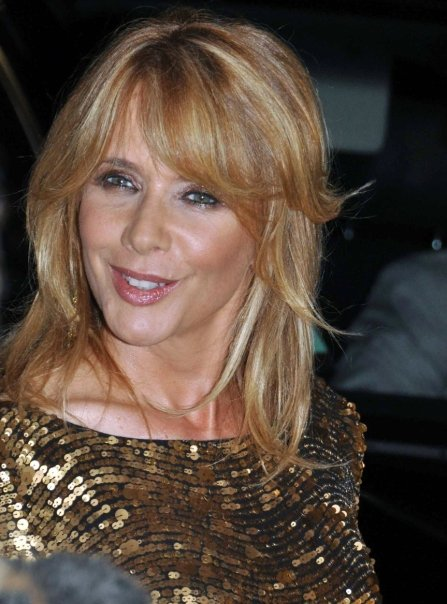
Rosanna Arquette no Festival de Cannes, em 2009

### Atriz
- 2011 - The Divide
- 2010 - Exodus Fall
- 2010 - Private Practice (TV)
- 2009 - Eastwick (TV)
- 2009 - American Pie Presents: The Book Of Love
- 2009 - Repo Chick
- 2008 - Growing Up
- 2007 - Ball Don't Lie
- 2008 - Terra (voz)
- 2006 - I-See-You.com
- 2006 - The L Word (TV)
- 2005 - Kids in America
- 2005 - Welcome to California
- 2005 - Iowa
- 2005 - My suicidal sweetheart
- 2004 - The L Word (TV)
- 2004 - Dead cool
- 2004 - Gilded stones
- 2003 - Fim de semana mortal (Rush of fear) (TV)
- 2001 - Viciado em sexo (Diary of a sex addict)
- 2001 - Good Advice
- 2001 - Joe Sujo (Joe Dirt)
- 2001 - Things behind the sun
- 2000 - Meu vizinho mafioso (The Whole Nine Yards)
- 2000 - Too much flesh
- 1999 - Switched at birth (TV)
- 1999 - Pigeon Holed
- 1999 - Palmer's pick up
- 1999 - Sugar Town
- 1999 - Interview with a dead man
- 1998 - Fait accompli
- 1998 - I'm losing you
- 1998 - Hell's Kitchen
- 1998 - Quando o amor acontece (Hope floats)
- 1998 - Buffalo'66 (Buffalo'66)
- 1998 - I know what you did (TV)
- 1998 - Floating away
- 1998 - Homeslice
- 1997 - Ligados pelo perigo (Do me a favor)
- 1997 - O impostor (Deceiver)
- 1997 - Pescando confusão (Gone fishin')
- 1996 - Crash - Estranhos prazeres (Crash)
- 1996 - White lies
- 1995 - Cercar e destruir (Search and destroy)
- 1994 - Pulp Fiction - Tempo de violência(Pulp Fiction)
- 1994 - Fugindo da morte (Nowhere to hide) (TV)
- 1994 - La cité de la peur: une comédie familiale
- 1993 - Risco de vida (Wrong man, The) (TV)
- 1993 - Vencer ou morrer (Nowhere to Run)
- 1992 - Psicose assassina (In the deep woods) (TV)
- 1992 - Perigo em família (Fathers & sons)
- 1991 - Romance por interesse (Linguini incident, The)
- 1991 - Filho da estrela nascente (Son of the morning star) (TV)
- 1990 - Doce vingança (Sweet revenge) (TV)
- 1990 - Separation (TV)
- 1990 - ...Almost
- 1990 - Black rainbow
- 1990 - Intruder A-6: Um voo para o inferno (Flight of the intruder)
- 1989 - Contos de Nova York (New York Stories)
- 1988 - Promessa de um milagre (Promised a miracle) (TV)
- 1988 - Imensidão Azul
- 1987 - As amazonas na Lua (Amazon women on the Moon)
- 1986 - Morrer mil vezes (8 million ways to die)
- 1986 - Um casal mais que perfeito (Nobody's fool)
- 1985 - Procura-se Susan Desesperadamente (Desperately Seeking Susan)
- 1985 - Depois de Horas  (After hours)
- 1985 - Aviator, The
- 1985 - Silverado (Silverado)
- 1985 - Survival guide (TV)
- 1984 - Parade, The (TV)
- 1983 - One cooks, the other doesn't (TV)
- 1983 - Baby, it's you
- 1983 - Off the wall
- 1982 - A canção do carrasco (Executioner's song, The) (TV)
- 1982 - Wall, The (TV)
- 1982 - Johnny Belinda (TV)
- 1981 - A long way home (TV)
- 1981 - S.O.B.
- 1980 - Gorp - zorra total (Gorp)
- 1979 - More American Graffitti
- 1979 - Ordeal of Patty Hearst, The (TV)
- 1978 - Zuma Beach (TV)
- 1978 - Dark secret of Harvest home (TV)
- 1977 - Having babies II (TV)

### Diretora e/ou produtora
- 2005 - All We Are Saying
- 2002 - Searching For Debra Winger

## Prêmios e indicações

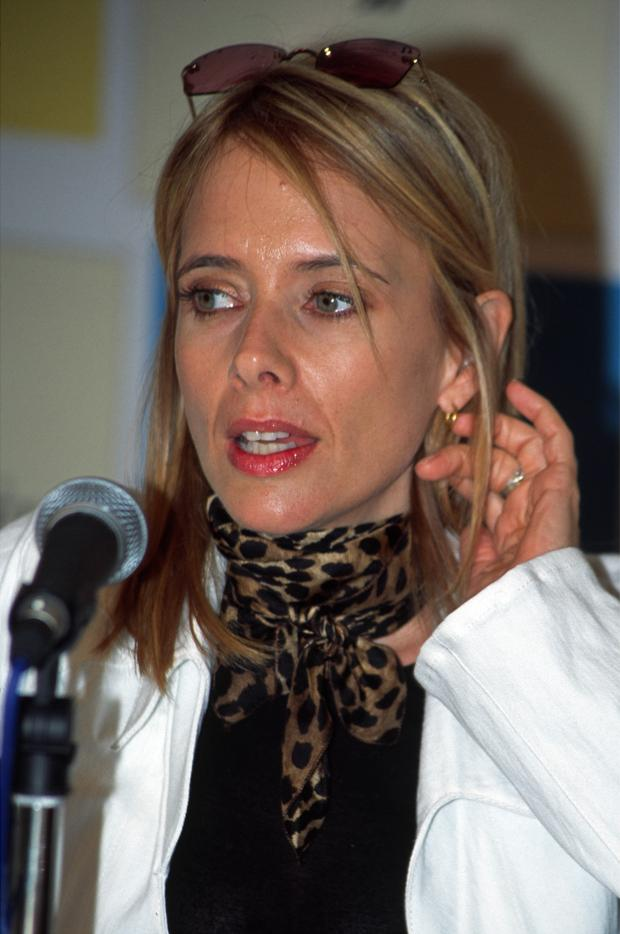
Rosanna Arquette no Festival de Cannes, em 2002

### Prêmios
Boston Society of Film Critics
- Melhor Atriz: 1984[2]

 BAFTA
- Melhor atriz coadjuvante: 1985[3]

 Festival de Cinema de Sitges
- Melhor Atriz: 1989[4]

 Fantasporto
- Melhor atriz: 1990[5]
- Prêmio Especial pela Carreira: 2007[6]

 Mystfest
- Melhor atriz: 1990[7]

### Indicações
Emmy
- Melhor atriz: 1983[8]

 Golden Globe
- Melhor atriz - comédia ou musical: 1986[9]

 Independent Spirit
- Melhor atriz: 1986[10]

 BAFTA
- Melhor atriz coadjuvante: 1987[11]

 Australian Film Institute
- Melhor atriz: 1990[12]